# Muna (Lena)
Die Muna (russisch Муна) ist ein 715 km langer linker Nebenfluss der Lena im Nordostsibirien (Russland, Asien).

## Verlauf
Die Muna entsteht im Nordosten des Mittelsibirischen Berglands in 332 m Höhe wenig nördlich des Polarkreises aus den kurzen (etwa 20 Kilometer) Quellflüssen Orto-Muna (links) und Ulachan-Muna (rechts). Sie fließt in östlichen Richtungen entlang dem Nordostrand des Mittelsibirischen Berglands, abschnittsweise durch ein enges, tief in das umliegende Hochland eingeschnittenes Tal. Dabei mäandriert der Fluss in weiten Bögen und mündet schließlich in 23 m Höhe in einen linken Arm der Lena.
Die bedeutendsten Nebenflüsse sind von rechts Munakan (Länge 201 km) und Chachtschan (221 km), von links die Sewernaja (238 km). Im Einzugsbereich der Muna gibt es fast 2500 Seen.
In ihrem gesamten Verlauf fließt die Muna auf dem Territorium der autonomen Republik Sacha (Jakutien) durch praktisch unbewohntes Gebiet. Entlang des Flusses gibt es keine Ortschaften.

## Hydrografie
Das Einzugsgebiet der Muna umfasst etwa 30.100 km². In Mündungsnähe erreicht der Fluss eine Breite von über 300 Meter; die Fließgeschwindigkeit beträgt 0,1 m/s.
Die Muna gefriert zwischen der zweiten Oktoberhälfte und Ende Mai/Anfang Juni. Dabei friert sie zwischen Dezember und Mai bis zum Grund durch.

## Infrastruktur
Die Muna ist nicht schiffbar. Im durchflossenen Gebiet fehlt jegliche Infrastruktur.